# Patrick Henry (pilote)
Pour les articles homonymes, voir Patrick Henry et Henry.
Pas d'image ? Cliquez ici

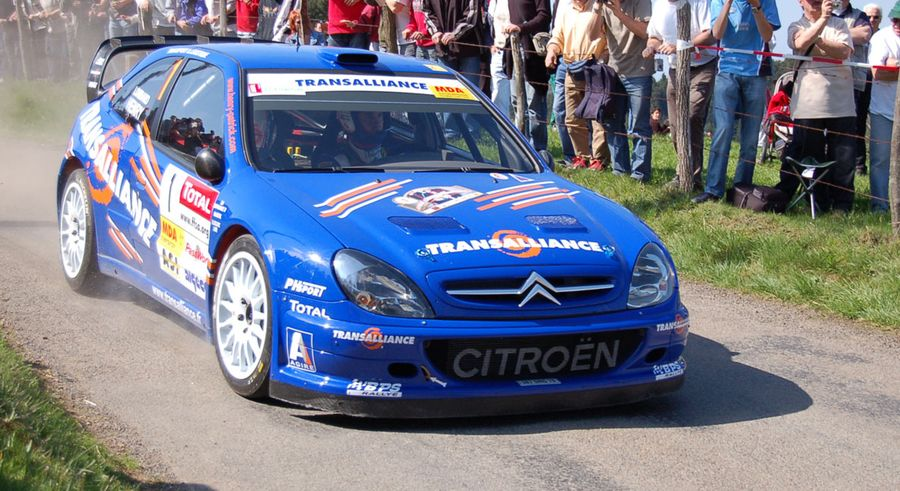
Patrick Henry au volant de la Xsara WRC au Lyon-Charbonnières2006

Patrick Henry est un pilote de rallye automobile, né le 4 août 1972 à Belfort.

## Biographie
Il débute tout d'abord sa carrière par le circuit via les coupes Citroën (Saxo cup en 96 et 97) avant de passer en rallye en 1998 via le trophée Citroën Saxo Kit-Car.
Par la suite, il sera champion de France des rallyes en 2007 sur une Peugeot 307 WRC.
Notons que son père, Jacques Henry, fut lui aussi champion de France des rallyes en 1974 et 1975 sur Alpine A110.

## Palmarès
- 2009 - vainqueur des rallyes Alsace-Vosges et Région Limousin sur respectivement Peugeot 206 et 307 WRC. Vainqueur du rallye du Mont-Blanc Morzine sur Peugeot 206 WRC
- 2008 - vainqueur du Rallye Alsace-Vosges sur Peugeot 307 WRC;
- 2007 - champion de France des rallyes 2007;
  - 2005 - vice-champion de France des rallyes 2005;
- 2004 - pilote officiel Citroën en Championnat de France des rallyes sur Citroën C2 S1600;
- 2003 - vainqueur du Challenge Citroën Saxo VTS;
- 2002 - vainqueur du Challenge Citroën Saxo VTS;
  - 2001 - troisième du Trophée Citroën Saxo T4;
  - 1998 - deuxième du Trophée Citroën Saxo Kit-Car;
- 1997 - vainqueur de la Saxo Cup en circuit;
- 1996 - début en circuit (Saxo Cup).